# El gavilán
«El gavilán» es una canción de la compositora y cantante chilena Violeta Parra, que comenzó a componer a finales de la década de 1950 y fue finalizada en 1964. Hay quienes consideran que se trata de la obra maestra de Violeta Parra.

## Antecedentes
Violeta Parra comenzó la composición de «El gavilán» a finales de la década de 1950, y la finalizó en 1964. La pieza fue escrita para un ballet, pero éste nunca se montó. Las grabaciones realizadas por Violeta Parra fueron informales. En 1960, en una entrevista realizada a Violeta Parra en la Radio Universidad de Concepción, señaló que estaba escribiendo la música para un ballet con diversos elementos musicales y literarios que provenían del folclor de Chile: “los bailes auténticos que conozco en el norte, en el sur y en el centro”. El ballet se denominaría El gavilán.
Durante la entrevista, Parra interpretó la primera parte del ballet, siendo uno de los tres registros de la misma que existen con la voz de Violeta. Una más fue grabada en su casa en La Reina, registro realizado por Miguel Letelier; y la tercera grabación fue hecha en 1964, en París. Violeta Parra no realizó ninguna versión de estudio y el ballet no se concretó.

## Composición

### Letra
La letra de la pieza está concebida como una historia de amor trágica, en la que hay una alegoría entre la relación de una gallina y un gavilán. Este tema también es utilizado en la película Violeta se fue a los cielos, en una escena de inicio en la que la pieza «El gavilán» tiene una función protagonista. Violeta Parra concibió el tema del ballet de esta forma:
El tema de fondo es el amor. El amor que destruye casi siempre, no siempre construye. El gavilán representa el hombre, que es el personaje masculino y principal del ballet. La gallina representa a la mujer y que es el personaje, también de primer orden, pero el personaje sufrido, el que resiste todas las consecuencias de este gavilán con garras y con malos sentimientos, que también sería el poder, como dijiste tú, y el capitalismo, el poderoso.

### Música
La pieza de «El gavilán» tiene múltiples influencias del folclor chileno. Una de dichas influencias es la música mapuche. Lucy Oporto Valencia señala que probablemente Violeta Parra escuchó a Margot Loyola interpretar la canción mapuche Machi ül en un recital el 10 de septiembre de 1960 en el Teatro Municipal de Santiago, lo cual influyó en la forma de interpretar la pieza.
La potente y profunda interpretación de Loyola destaca sus matices e inflexiones. Principalmente, distintos ritmos e intensidades, tanto en la voz como en los instrumentos con que se acompaña. Y los ritmos e intensidades de los aires mapuche presentes en El gavilán coinciden, en sus grandes líneas y espíritu, con Machi ül.
Algunas características de la pieza están en los recursos musicales e interpretativos. Con respecto a los musicales está el uso de intervalos como el tritono, divergencias en la tonalidad, "disonancias no resueltas", el uso del ritmo de cueca feroz, un rasgueo "homicida", así como el empleo de una voz sufrida en el canto. Estos aspectos musicales no son casuales, para Violeta Parra la atonalidad hacía referencia al dolor.
Otra de las características de la pieza es que, como ocurre con las Anticuecas, tiene una sonoridad de combina elementos tonales y atonales, y porque el carácter difuso de la composición que no encaja  con la mayoría de las piezas de Violeta Parra.

En 2011, Mauricio Valdebenito publicó una transcripción de «El gavilán», a partir de la grabación con la voz de Parra, realizada por Miguel Letelier, a principios de 1960. A continuación los primeros cuatro compases de cuando comienza la voz de dicha transcripción:
Según Valdebenito, la pieza hace un uso perimetral del diapasón, para hacer una transposición de la guitarra, lo que le da un nuevo color armónico. La pieza tiene diferentes secciones, y en cada una presenta una reexposición que resume lo anterior. El ritmo, que es de una cueca, es uno de los componentes principales de la pieza, lo que se encuentra presente tanto en la voz como en la guitarra. Según la propia transcripción, se hacen cambios en la métrica, los cuales también están presentes en la interpretación de Violeta Parra.
A pesar de la transcripción, Valdebenito señala que se tiene que tomar en cuenta la naturaleza oral e interpretativa de la pieza, la cual puede variar de acuerdo a los deseos de quien la interprete.

## Versiones
Existen tres versiones grabadas por Violeta Parra, pero ninguna es una versión de estudio, sino grabaciones informales. Las grabaciones interpretadas por Violeta Parra están recogidas en el álbum Canciones reencontradas en París de 1999 y Composiciones para guitarra de 1999.
En 1991, la agrupación chilena Los Jaivas, grabaron una versión instrumental de «El gavilán», en su álbum Obras de Violeta Parra, para el sello Columbia. En 2018, lo interpretaron en vivo en el Movistar Arena.
En 2008, Pascuala Ilabaca publicó un disco titulado Pascuala canta a Violeta, donde interpreta «El gavilán» en el track 5.
En 2011, en el soundtrack de la película Violeta se fue a los cielos, se interpretó una versión de «El gavilán», cantada por la actriz y cantante Francisca Gavilán. La banda sonora fue editada por separado en 2012.
Sofia Rei, cantante argentina, realizó un álbum en 2017 titulado El Gavilán (tributo a Violeta Parra) junto al guitarrista Marc Ribot. En el álbum interpreta «El gavilán» en la pista siete.
Mon Laferte realizó una versión en vivo en el Lunario del Auditorio Nacional, en México, en 2020.